# UD Ibiza
Unión Deportiva Ibiza är ett spanskt fotbollslag grundat 2015, som är baserad på den spanska ön Ibiza. De spelar sina hemmamatcher på Estadi Municipal de Can Misses med en kapacitet på 4500 sittplatser.

## Historia
Den sjunde augusti 2018 tilläts inte Lorca FC delta i Segunda División B, då deras skulder hade vuxit sig för stora. Amadeo Salvo, den tidigare ägaren av Valencia CF, betalade av dessa skulder på 60 000 € och efter att Real Federación Española de Fútbol ansåg att UD Ibiza var berättigade till Lorca FC:s tidigare plats avancerade de automatiskt till den spanska tredjeligan.

## Placering tidigare säsonger
| Säsong  | Nivå | Liga               | Placering | Referens | Notering                         |
| ------- | ---- | ------------------ | --------- | -------- | -------------------------------- |
| 2020/21 | 3    | Segunda División B | 1         |          | Uppflyttad till Segunda División |
| 2021/22 | 2    | Segunda División   | 15        | [ 3 ]    |                                  |

## Spelare
- Marco Borriello spelade en tid i laget, men är nu endast engagerad i aktiviteter rörande UD Ibizas image. Sommaren 2019 höll han t.ex. i ett fotbollsläger för barn på ön, en satsning på unga talanger.